# Na travi
Na travi šesti je studijski album zagrebačkog rock sastava Aerodrom, koji izlazi 2001.g. Ovim albumom Aerodrom se nakon petnaest godina glazbene stanke vraća na scenu. Album objavljuje diskografska kuća "Croatia Records", pod etiketom Master Musica. Nakon stanke Pađenu se pridružuju dvojica bivših članova Mladen Krajnik i Zlatan Živković, te Tomislav Šojat, koji zajedno potpisuju aranžmane na albumu. Na snimanju albuma zajedno s članovima sastava sudjeluju još i neki bivši članovi poput Remo Cartaginea i Paolo Sfecia. Materijal se sastoji od deset skladbi, koje su snimane u tonskom studiju "Green", Zagreb. Najavni singl za album, koji izlazi početkom kolovoza 2001. bila je skladba "A do Splita pet", dok je za prigodni singl "Badnja noć" snimljen i animirani glazbeni spot.

## Popis skladbi
1. "To možda možeš"
2. "A do Splita pet"
3. "Zar ne?"
4. "Nebo će uz tebe stati"
5. "Ne gledaj u pod"
6. "Za Juliju car"
7. "Korak unatrag"
8. "Kakva zabava"
9. "Bistra voda"
10. "Badnja noć"
11. "Christmas Jam" (bonus)

## Izvođači
- Mladen Krajnik - klavijature, windchimes, prateći vokali
- Jurica Pađen - gitare, glavni vokal
- Tomislav Šojat - bas-gitara, akustična gitara, prateći vokali
- Zlatan Živković - bubnjevi, udaraljke, prateći vokali, vokal u skladbi "Bistra voda"

## Vanjske poveznice
- Službeni Instagram profil sastava
- Službeni Facebook profil sastava
- Službeni Youtube kanal sastava